# 장안사 응진전 석조석가삼존십육나한상
기장 장안사 응진전 석조석가삼존십육나한상(機張 長安寺 應眞殿 石造釋迦三尊十六羅漢像)는 부산광역시 기장군 장안읍, 장안사에 있는 조선시대의 불상이다. 2008년 4월 2일 부산광역시의 유형문화재 제85호로 지정되었다.

## 개요
장안사 응진전에 봉안되어 있는 중앙의 석가삼세불좌상과 좌우의 16나한상은 파손·결실된 부분이 없이 보존 상태가 양호한 편이다. 몸체 전체에 호분(胡粉)이 칠해져 있으며, 16나한상과 권속들의 법의(法衣)는 다양한 색깔로 채색되어 있다
응진전 석가삼존상과 16나한상들은 복장에서 발견되었다고 전하는 기문에 통해 1684년에 양공(良工), 승호(勝湖), 희연(熙衍), 천휘(天輝), 천담(天潭), 법자(法孖), 법종(法宗), 수종(守宗), 허예(虛艺), 도신(道信) 등 9명이 관여하여 장안사에서 조성하였다는 사실을 알 수 있다.
응진전의 23구 조각상은 장안사 대웅전의 불상보다 무른 불석을 사용한 것으로 보이며, 대웅전 불상보다 25년 후에 조성되었다. 응진전의 여러 상들은 명부전 석조지장시왕상과 동일한 시기에 조성되었고 조각 수법과 표현 기법에서도 동일하여, 당시 장안사에서 행해진 큰 불사(佛事)에 의해서 기문에 기록된 것처럼 많은 시주자들이 참여하여 제작되었음을 확인할 수 있다.
장안사 응진전 석가삼존불상과 16나한상 및 권속은 조성 시기와 봉안처, 조성자 및 시주자 일원이 명확한 17세기의 중요한 불교조각 작품이며, 조성자로 밝혀진 양공 명단은 아직 작품이 밝혀진 바가 없어 부산·경남지역의 불교 조각승 연구에도 도움이 될 것으로 보인다.

## 현지 안내문
응진전 내부에는 석가모니 부처님을 중심으로 좌우에 아난과 가섭을, 그 주위에 16나한을 배치하고 끝에 범천과 제석천을 봉안하였다. 나한이란 일체의 번뇌를 끊고 끝없는 지혜를 얻어 세상 사람들의 공양을 받는 성자를 의미한다. 이들은 석가모니 부처님의 부탁으로 다음 부처가 올 때까지 사람들이 섬길 수 있도록 열반에 들지 않고 세상에 남아 있게 되었다고 하는 석가모니 부처님의 가까운 16제자들을 나타낸다.

## 같이 보기
- 십육나한상

## 참고 자료
- 기장 장안사 응진전 석조석가삼존십육나한상 - 국가유산청 국가유산포털
- 이 문서에는 문화재청에서 공공누리 제1유형으로 배포된 자료를 바탕으로 한 내용이 포함되어 있습니다.